# Dị ứng thực phẩm
Dị ứng thực phẩm là một phản ứng miễn dịch bất thường đối với thực phẩm. Các triệu chứng của phản ứng dị ứng có thể từ nhẹ đến nặng. Chúng có thể bao gồm ngứa, sưng lưỡi, nôn mửa, tiêu chảy, nổi mề đay, khó thở hoặc huyết áp thấp. Điều này thường xảy ra trong vòng vài phút đến vài giờ tiếp xúc. Khi các triệu chứng nghiêm trọng, nó được gọi là sốc phản vệ. Không dung nạp thực phẩm và ngộ độc thực phẩm là những điều kiện riêng biệt, không phải do phản ứng miễn dịch.
Các loại thực phẩm phổ biến bao gồm sữa bò, đậu phộng, trứng, động vật có vỏ, cá, hạt cây, đậu nành, lúa mì, gạo và trái cây. Các dị ứng phổ biến khác nhau tùy thuộc vào quốc gia. Các yếu tố rủi ro bao gồm tiền sử gia đình bị dị ứng, thiếu vitamin D, béo phì và mức độ sạch cao. Dị ứng xảy ra khi immunoglobulin E (IgE), một phần của hệ thống miễn dịch của cơ thể, liên kết với các phân tử thực phẩm. Một protein trong thực phẩm thường là vấn đề. Điều này kích hoạt giải phóng các hóa chất gây viêm như histamine. Chẩn đoán thường dựa trên tiền sử bệnh, chế độ ăn kiêng, xét nghiệm chích da, xét nghiệm máu để tìm kháng thể IgE đặc hiệu với thực phẩm hoặc thử thách thức ăn bằng miệng.
Tiếp xúc sớm với các chất gây dị ứng tiềm năng có thể được bảo vệ. Quản lý chủ yếu liên quan đến việc tránh thực phẩm trong câu hỏi và có kế hoạch nếu tiếp xúc xảy ra. Kế hoạch này có thể bao gồm cho adrenaline (epinephrine) và đeo trang sức cảnh báo y tế. Lợi ích của liệu pháp miễn dịch dị ứng đối với dị ứng thực phẩm là không rõ ràng, do đó không được khuyến nghị kể từ năm 2015. [6] Một số loại dị ứng thực phẩm ở trẻ em giải quyết theo tuổi tác, bao gồm cả sữa, trứng và đậu nành; trong khi những người khác như các loại hạt và động vật có vỏ thường thì không.
Ở các nước phát triển, khoảng 4% đến 8% số người bị ít nhất một lần dị ứng thực phẩm. Chúng phổ biến ở trẻ em hơn người lớn và dường như ngày càng tăng về tần suất. Trẻ em nam dường như thường bị ảnh hưởng nhiều hơn nữ. Một số dị ứng thường phát triển sớm hơn trong cuộc sống, trong khi những người khác thường phát triển trong cuộc sống sau này. Ở các nước phát triển, một tỷ lệ lớn người tin rằng họ bị dị ứng thực phẩm khi họ thực sự họ không bị dị ứng. Việc tuyên bố về sự hiện diện của lượng chất gây dị ứng trong thực phẩm là bắt buộc chỉ có ở Brazil.